# Austrália nos Jogos Olímpicos de Inverno de 1988
A Austrália participou dos Jogos Olímpicos de Inverno de 1988 em Calgary, no Canadá.